# La vérité sort de la bouche du cheval
La vérité sort de la bouche du cheval est un roman de la Marocaine Meriem Alaoui, publié en 2018. Elle y évoque la prostitution, la condition des femmes, les problèmes économiques et la place du religieux au Maroc. Située dans les quartiers populaires de Casablanca, cette fiction brosse le portrait de la vie au quotidien de ses habitants.

## Présentation
Le personnage principal est une prostituée, au fort caractère et à l’esprit vif, qui vit à Casablanca. L’ouvrage est écrit à la première personne sous forme de journal intime, elle se présente ainsi : « En général, je ne rentre pas dans les détails. Je dis juste que je m’appelle Jmiaa, que j’ai 34 ans, une fille, et que pour vivre, je me sers de ce que j’ai ». Mariée jeune à un homme dont elle est amoureuse, celui-ci très rapidement la bat sous l'emprise de la drogue et de l'alcool, elle se défend et rend les coups. Ils ont une fille. Mais sans argent, il la vend à des amis... 
Jmiaa vit dans un quartier populaire de Casablanca, entourée de Chaïba son petit copain, de Halima, son amie, elle aussi prostituée et qui étudie le Coran entre deux passes, son souteneur violent ou de sa mère Mouy à la morale rigide,. Elle évoque aussi ses clients : « Tu les montes tous. Le minable, le frustré, l’esseulé, le fils de pute, le juste là. (...) Alors moi, dans la besace pourrie du sort, je me sens juste bénie quand j’en tire un rapide ». Le monde de la prostitution est destructeur, elle l'affronte avec lucidité et sans mièvrerie : « Pourquoi les filles tapent des cachets ? Pourquoi tout ça ? C'est qu'il faut des couilles pour pouvoir faire ce travail. Et tout le monde ne les a pas ».
Mais la vie de Jmiaa bascule quand une jeune réalisatrice étrangère, surnommée  « Bouche de cheval », vient tourner son premier film dans le quartier.

## Accueil critique
Pour Barbara Cassin, de l’Académie française : « C’est tout à la fois réaliste et ailleurs, en plein dans le rêve, l’affabulation, quelque part entre banalité et exultation. Peut-être une histoire vraie, en tout cas une vraie histoire » . Tahar Ben Jelloun félicite Meriem Alaoui « Cela fait plaisir de lire un texte aussi bien enlevé, sorti des tripes d'une écrivaine excellente observatrice de la réalité ».

## Publication
- Meryem Alaoui, La vérité sort de la bouche du cheval, éditions Gallimard, 2018, 260 pages